# Чистики (деревня)
Чи́стики (бел. Чысцікі) — деревня в составе Ленинского сельсовета Горецкого района Могилёвской области Республики Беларусь.

## Население
- 1999 год — 6 человек
- 2009 год — 2 человека
- 2019 год — 0 человек